# Kuro to Wonderland
Kuro to Wonderland (黒とワンダーランド) ou Wonderland with Black é o décimo álbum de estúdio da banda japonesa de rock Alice Nine, lançado em 11 de novembro de 2020 em duas edições: a regular com apenas um disco e a edição limitada ao fã clube com dois discos e um Blu-ray bônus.
A canção "Mandala" estreiou no show de comemoração aos 16 anos de banda, em 29 de agosto. Com o lançamento da música, o Alice Nine participou do programa de televisão japonês de música Break Out.

## Recepção
Alcançou a 68° posição nas paradas da Oricon Albums Chart.

## Faixas

### Edição regular
| Disco 1        |                                |         |  |
| N.º            | Título                         | Duração |  |
| 1.             | "Wonderland With Black"        | 1:24    |  |
| 2.             | "Mandala" (मण्डल)               | 3:16    |  |
| 3.             | "Catwalk"                      | 2:59    |  |
| 4.             | "Replica"                      | 5:05    |  |
| 5.             | "Toumei no Tsubasa" (透明の翼) | 3:55    |  |
| 6.             | "Birthday"                     | 3:45    |  |
| 7.             | "Glow"                         | 3:47    |  |
| Duração total: | Duração total:                 | 24:15   |  |

### Edição limitada ao fã clube
| Disco 2 | |         |  |
| N.º     | Título                                                                                              | Duração |  |
| 1.      | "Fonte de som ao vivo no final da turnê "Fuyajou Eden" em 5 de julho de 2020 em Line Cube, Shibuya" |         |  |

#### Blu-ray
| Ao vivo no final da turnê "Fuyajou Eden" em 5 de julho de 2020 em Line Cube, Shibuya |                                                                             |         |  |
| N.º                                                                                  | Título                                                                      | Duração |  |
| 1.                                                                                   | "Kakumei Kaika -epilogue-" (革命開花 -epilogue-)                            |         |  |
| 2.                                                                                   | "Kakumei Kaika -Revolutionary Blooming-" (革命開花-Revolutionary Blooming-) |         |  |
| 3.                                                                                   | "Rainbow"                                                                   |         |  |
| 4.                                                                                   | "Asylum"                                                                    |         |  |
| 5.                                                                                   | "Cyan"                                                                      |         |  |
| 6.                                                                                   | "Memento"                                                                   |         |  |
| 7.                                                                                   | "Kowloon -NINE HEADS RODEO SHOW-" (九龍-NINE HEADS RODEO SHOW-)             |         |  |
| 8.                                                                                   | "Testament"                                                                 |         |  |
| 9.                                                                                   | "Waterfall"                                                                 |         |  |
| 10.                                                                                  | "Everlasting"                                                               |         |  |

| N.º | Título                                               | Duração |  |
| 1.  | "Mandala Music Video"                                |         |  |
| 2.  | "Mandala Music Video (Versão Show)"                  |         |  |
| 3.  | "Mandala Music Video (Versão Hiroto)"                |         |  |
| 4.  | "Mandala Music Video (Versão Tora)"                  |         |  |
| 5.  | "Mandala Music Video (Versão Saga)"                  |         |  |
| 6.  | "Mandala Music Video (Versão Nao)"                   |         |  |
| 7.  | "Testament Music Video (do nono álbum Fuyajou Eden)" |         |  |
| 8.  | "Cyan Music Video (do nono álbum Fuyajou Eden)"      |         |  |

## Ficha técnica

### Alice Nine
- Shou (将) – vocal
- Hiroto (ヒロト) – guitarra
- Tora (虎) – guitarra
- Saga (沙我) – baixo
- Nao (ナオ) – bateria